# Cantó de Saint-Louis
El cantó de Saint-Louis és una divisió administrativa francesa situat al departament de Guadalupe a la regió de Guadalupe.

## Composició
El cantó comprèn la comuna de Saint-Louis.

## Administració
| Període                                  | Identitat       | Partit | Qualitat |
| ---------------------------------------- | --------------- | ------ | -------- |
| 2001-                                    | Jacques Cornano |        |          |
| Les dades anteriors no són pas conegudes |                 |        |          |